# The Heirs of the Dragon
"The Heirs of the Dragon" (no Brasil: Os Herdeiros do Dragão) é o episódio de estreia da série de televisão de drama de fantasia da HBO House of the Dragon. O primeiro episódio da primeira temporada foi escrito pelo co-criador da série Ryan Condal, e é uma adaptação da segunda metade do romance Fire & Blood de George RR Martin. O episódio foi dirigido por Miguel Sapochnik.
Como primeiro episódio da série, apresenta o cenário e os personagens principais do show.

## Enredo

### Prólogo, em Harrenhal
Em 101 d.C.,  o Rei Jaehaerys I Targaryen (Michael Carter) que perdeu seus filhos homens convoca um Grande Conselho para escolher seu sucessor e evitar uma guerra civil. Enquanto Viserys (Paddy Considine), seu neto mais velho, é nomeado herdeiro, vários senhores ainda apoiam Rhaenys (Eve Best), sua neta mais velha como a melhor opção. Este evento ocorre 172 anos antes do nascimento de Daenarys Targaryen.

### Em Porto Real
Após nove anos de reinado, a esposa de Viserys, a rainha Aemma Arryn (Sian Brooke), está grávida do que ele tem certeza que será um filho. Sir Otto Hightower (Rhys Ifans), Mão do Rei, insiste que o Príncipe Daemon (Matt Smith), irmão de Viserys e Comandante da Patrulha da Cidade, deixe Porto Real e volte para sua esposa. Viserysm que é o atual sucessor do rei, se recusa.
Em um torneio de justas, a filha de Viserys, a princesa Rhaenyra (Milly Alcock), e a filha de Otto, Lady Alicent (Emily Carey), ficam intrigadas com Sir Criston Cole (Fabien Frankel), um cavaleiro dornês de origem humilde que derrota Daemon. Enquanto isso, Aemma passa por um trabalho de parto problemático. Viserys concorda que o Grande Meistre Mellos (David Horovitch) realize um corte de cesariana, mesmo sabendo que Aemma não sobreviverá em uma tentativa de salvar a criança, mas tanto Aemma quanto o bebê, Baelon, morrem.
Sir Otto informa ao Pequeno Conselho que, enquanto estava em um bordel, Daemon brindou a Baelon, chamando-o de "O Herdeiro por um Dia". Viserys remove Daemon da linha de sucessão, enviando-o de volta ao Vale. Depois de nomear Rhaenyra sua herdeira, ele diz a ela que Aegon, o Conquistador, sonhou com uma ameaça do Norte que Westeros só pode derrotar se um Targaryen se sentar no Trono de Ferro.
Enquanto os senhores de Westeros juram fidelidade a Rhaenyra, Daemon e sua amante Mysaria (Sonoya Mizuno) partem em cima de seu dragão, Caraxes.

## Recepção

### Classificações
"Os Herdeiros do Dragão" teve 9,99 milhões de espectadores, o que a tornou a maior estreia da série da HBO. O tamanho do público fez com que o HBO Max nos EUA e o Crave no Canadá travassem para alguns usuários. O Downdetector relatou 3.700 instâncias do aplicativo não respondendo. A HBO disse que a audiência representou a maior audiência de um dia para uma estreia de série na história da HBO Max. Essa afirmação não foi verificada por terceiros, como a Nielsen, que apenas tabula a audiência do canal linear da HBO. Em 26 de agosto, foi mencionado pela HBO que o número de visualizações subiu para 20 milhões nos Estados Unidos.
No Reino Unido, o episódio foi assistido por 1,39 milhão na Sky Atlantic e se tornou o maior lançamento de drama de todos os tempos na Sky.

### Recepção da critica
O episódio recebeu críticas altamente positivas. No agregador de críticas Rotten Tomatoes, o episódio recebeu uma aprovação de 85% com base em 127 críticas, com uma classificação média de 7,5/10. O consenso crítico do site disse: "Suportando o peso de uma linhagem de TV consagrada, "The Heirs of the Dragon" não incitará totalmente os espectadores a outro jogo dos tronos, mas define solidamente o tabuleiro com muito sangue".
Escrevendo para a IGN, Helen O'Hara deu ao episódio de estreia uma classificação de 8 em 10 e disse: "A estreia de House of the Dragon marca um início forte e bem lançado para o spin-off de Game of Thrones. Isso parece muito próximo de seu antecessor em tom e conteúdo, mas imediatamente estabelece uma luta pelo poder em torno de um rei amável e de vontade fraca e novos personagens vívidos para lutar nessas batalhas." Alec Bojalad, do Den of Geek, deu quatro de cinco estrelas e o considerou "de muitas maneiras melhor [do que 'Winter Is Coming'], pois é uma experiência muito mais focada", e elogiou ainda mais a atuação (particularmente de Smith) e as cenas de duelo. Rebecca Nicholson do The Guardian, em sua crítica para os seis primeiros episódios, chamou o primeiro episódio de "espetacular" e que "balança tudo o que fez seu antecessor, Game of Thrones, um titã da telinha". Classificando o episódio com um "B", Jenna Scherer, do The AV Club, descreveu-o como "Se este primeiro episódio for algo para continuar, House of the Dragon será um assunto mais sério do que Game of Thrones, para melhor ou para pior". No entanto, ela criticou o design de produção, particularmente "as roupas, tecnologia e jargão", por ser "idêntico aos de Game of Thrones", apesar de ter ocorrido dois séculos antes.

## Ligações externos
- "The Heirs of the Dragon" (em inglês) no IMDb